# 中国乐谷
中国乐谷，位于北京市平谷区，是一个大型音乐产业园区。

## 历史
改革开放后，平谷区东高村镇以提琴制造为主的乐器制造产业逐渐发达，可制造小提琴、大提琴、电子小提琴、电子大提琴、贝司、铜管乐器、打击乐器、吉他、二胡、箱包等10类30个品种的产品，还有舞台设备、舞美设计等音乐衍生品。2009年，相关企业生产提琴近30万把，产销量约占世界市场30%，获得中国轻工业联合会授予“中国提琴产业基地”称号。
平谷区鉴于和音乐的这种渊源，决定启动“中国乐谷”项目。项目启动之初，便受到中共北京市委、北京市人民政府领导支持。2010年3月26日，中共北京市委书记刘淇就打造“北京音乐园区”问题作出批示。2010年7月11日，市委书记刘淇、市长郭金龙及牛有成、李士祥、赵凤桐、苟仲文、夏占义等市领导来到平谷区调研，对“中国乐谷”项目表示支持，指示平谷区通过2010年8月初在北京举行的第29届世界音乐教育大会开展宣传推介。其间，北京市副市长丁向阳、程红等市领导多次就“中国乐谷”项目建设作出批示，中共北京市委宣传部、北京市发改委、北京市商务委、北京市旅游局等部门领导来平谷区现场办公。平谷区积极推进该项目建设，并和中国音乐学院、中央音乐学院、南昌大学等高校，龙世嘉蓝、文化部中国艺术节基金会、正大集团等企业达成初步合作意向。
平谷区希望建设成“乐器设计与制作、乐器产品交易与物流、音乐文化创作与推广、音乐文化交流与培训、音乐文化展示与体验、音乐文化衍生品开发、音乐信息化中心”等功能合一的“中国乐谷”。

## 园区
“中国乐谷”主要分为音乐产业区、音乐主题教育娱乐区、服务配套区。
音乐产业区：核心是乐器研发制造交易、音乐创作、音乐教育培训、音乐交流会展。计划设“一大基地、两大学校、四大园区、七大中心”，其中包括乐器产业园区、国际音乐演出表演和会展园区、国际音乐教育培训园区等在内。
- 中国乐谷音乐工坊
- 中国乐谷艺术中心
- 中国乐谷音乐创意基地
- 中国乐谷艺术家工作室
- 民俗博物馆·提琴村

音乐主题教育娱乐区：计划设“一大博物馆、两大音乐谷、三大互动地带、五大视听馆”，其中包括国际乐器博物馆、民族音乐视听馆、音乐互动区等在内。
- 中国乐谷展示中心：位于京平高速平三路出口，占地面积1万平方米，总建筑面积8100平方米。集合了主题展览、规划展示、多功能会议、行政办公、总部聚集等功能，设环幕影院、多功能会议室、博物展览大厅、乐器文化之旅展览、乐器体验区、视听体验室等设施。到2013年之前，一期工程已竣工并投入使用，其中包括乐谷规划沙盘影院、乐器文化之旅展览、中国乐谷宣传片。[2]
- 中国乐谷草地音乐公园：有面积26万平方米的草坪，可容纳10万观众，并带有视频监控指挥系统、供电、房车基地、草地宿营等设施。2012年，中国乐谷草地音乐公园开园。此后承办历届中国乐谷·北京国际流行音乐季，以及唱响中国平谷演唱会等活动。[3][4][5][6]
- 中国乐谷露天剧场：剧场三面环山，外形似桃花。占地面积20万平方米（其中舞台区面积4500平方米、观众区面积10万平方米、道具制作中心面积1700平方米、配套服务区面积3000平方米），可容纳2万名观众。中国乐谷露天剧场与中国国家大剧院合作。[7]
- 音乐剧场与会所

服务配套区：核心是对创作产业区提供支持。计划设商业区、酒店、住宅、体育公园等。
- 中国乐谷音乐酒店

## 中国乐谷·北京国际流行音乐季
中国乐谷·北京国际流行音乐季是从2011年起每年举办一次的国际流行音乐季。2011中国乐谷·北京国际流行音乐季由北京市人民政府新闻办公室、北京市投资促进局、北京市平谷区委、区政府等单位共同主办，2011年4月30日和5月1日在中国乐谷举行。2012年，随着中国乐谷草地音乐公园开园，2012中国乐谷·北京国际流行音乐季及此后历届都在该园举行。